# Эрзурум (эялет)
Эялет или пашалык Эрзурум (осман. ایالت ارضروم‎) — административно-территориальная единица Османской империи. Существовал в 1533—1867 годах с площадью 29,690 км². Образовался в результате османских завоеваний на Кавказе. В 1867 году преобразован в вилайет Эрзурум.

## История
Располагалось в пределах старинного Армянского царства. Впоследствии была частью Румского султаната, Ак-Коюнлу и Персии. В 1514 году османский султан Селим I Явуз в битве под Чалдыраном победил персидскую армию и захватил Эрзурум. Сначала сделал его санджаком в составе Диярбекирского бейлербейства. В 1533 году Эрзурумский санджак преобразован в самостоятельное бейлербейство (с 1590 года является эялетом). Вскоре здесь была внедрена тимарная система.
Эрзурумский эялет играл важную роль в сохранении османской власти в Армении и юго-западном Кавказе. Отсюда обычно начинались походы османов против персидских гарнизонов в Карабахе и Нахичевани. Обычно эрзурумский паша взаимодействовал с карским пашей в войнах на Кавказе.
В 1622 года глава эялета Абаза-паша поднял восстание в Эрзуруме против засилья янычар. Абаза-паша фактически стал самостоятельным правителем и даже помогал персидскому шаху Аббасу I, который воевал с Османской империей. Также делал попытки расширить власть на соседние пашалыки, однако тщетно. В 1628 году Абазу-пашу победил и пленил великий визирь Хосров-паша.
В 1730 году во время очередной турецко-персидской войны эялет с городом Эрзурум захватил персидский полководец Надир-шах. Лишь в 1735 году удалось вернуть провинцию в состав империи. В 1770 году на некоторое время эрзурумский пашалык снова становится независимым, воспользовавшись поражениями султанского войска в войне с Российской империей и восстановлением мощи Персии на Кавказе. Впрочем до 1772 года власть Стамбула здесь восстановлено. Это позволило предупредить в 1774 году наступление персов на этот эялет.
В дальнейшем Эрзурумский эялет превратился в важную базу в противостоянии с Российской империей и Персией. В 1821 году во время новой войны с последнего персидский главнокомандующий Аббас-Мирза захватил эялет и крепости, нанеся тяжёлое поражение османскому войску в битве под Эрзурумом. После Эрзурумского мирного договора 1823 года эялет был возвращён в состав Османской империи. Только новый Эрзурумский договор 1847 года установил длительный мир между Персией и Османской империей, определив границы, в том числе и Эрзурумского эялета.
Вместе с тем большей угрозой для существования пашалыка стали действия Российской империи. Во время русско-турецкой войны 1828—1829 годов Иван Паскевич на Эрзурумской равнине нанёс сокрушительное поражение османским войскам, захватив весь эялет вместе с Эрзурумом, что на то время уже представляла мощную крепость. По Адрианопольскому мирному договору 1829 года Эрзурум был возвращён Османской империи, а пять тысяч армянских семей переселились в Российскую империю.
В 1867 году Эрзурумский эялет был преобразован в вилайет с этим же названием.

## Структура
В течение конца XVI — всего XVII века провинция Эрзурум состояла из 12 санджаков: Эрзурум, Мамар (Аргуван), Инкая, Тортум, Пюлюмюр, Феман, Малазгирт, Гинис, Испир, Пасинлер, Киги, Шебинкарахисар.
После неудачных войн с Персией и Россией в XIX веке количество санджаков сократилось до 6: Эрзурум, Кемах, Шебинкарахисар, Маден, Эрзинджан, Гюмюшхане.

### Население
Длительное время основу составляли армяне и тюркские племена, частично персы. Вследствие различных войн до середины XIX века здесь преобладали турки. Впрочем оставались сельские анклавы армян и курдов. Существовали поселения туркоманов.

## Социальное положение
Существовало 5159 тимаров и 120 зеаметов. Во времена подъёма эялет мог выставить войско в 3055 сипахов (не считая отрядов, нанятых на средства пашей и сандажкбеев). Доход от хаса бейлербея (впоследствии паши) составил 1 млн. 214 тыс. акче. Доходы санджакбеев колебались от 100 до 320 тыс. акче.

## Экономика
Основу составляло скотоводство, частично животноводство. Некоторое развитие получили ремёсла. Впрочем основной выгоду эялет имел от транзитной торговли. Здесь были возведены многочисленные караван-сараи, где останавливались торговцы, двигавшиеся Шёлковым путём из Китая через Персию в Стамбул. Паши обеспечивали защиту караванов, надлежащее обустройство торговцев и рынков. Больше всего их возвышение происходило во 2-й половине XVI века и в 1650—1700 годах. Впрочем, статус крупного торгового города Эрзурум сохранил до 1770-х годов.